# Johan Hugó

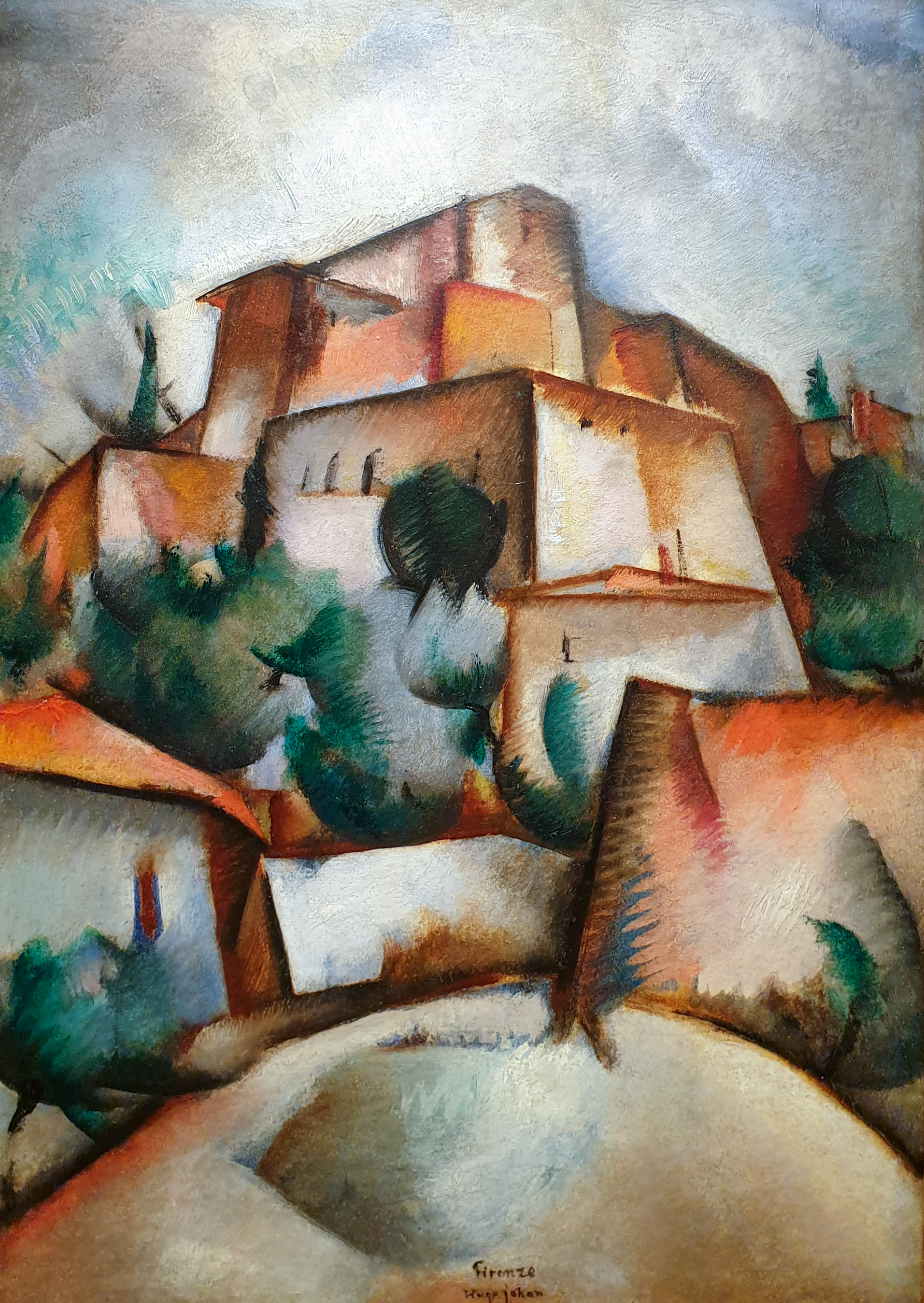
Firenze

Johan Hugó (Pécs, 1890. október 26. – Pécs, 1951. november 14.)  festőművész, üvegfestő.

## Életútja
Dr. Johan Béla orvos, belügyi államtitkár testvére. 1908-ban Pécsett érettségizett. 1911-ben Budapesten gyógyszerészmesteri oklevelet szerzett. Tanulmányai mellett rajzolt és festett. Két évig Kolozsvárott, majd az első világháború éveiben Pécsett dolgozott önkéntes gyógyszerésztisztként. Dobrovics Péter pécsi festőtől tanult festeni. „Munkáit neoprimitív stílus jellemzi.” Tagja volt a Pécsi Művészkörnek és a Magyar Akvarell- és Pasztellfestők társaságának.
1921-ben barátaival, Molnár Farkassal és Stefán Henrikkel együtt olaszországi tanulmányúton vett részt, majd mindhárman jelentkeztek a weimari Bauhausba. Berlinben Caesar Klein kubista festő és díszlettervező műtermében tanult. Az üvegfestés technikájával Gottfried Heinersdorf berlini üvegfestő intézetében ismerkedett meg, ahol tervezőként dolgozott. Saját elmondása szerint „Firenzében egy középkori színes ablakon fellelkesedve” határozta el, hogy üvegfestészettel fog foglalkozni.
1923-ban Budapesten Majoros Károllyal közösen megalapította az Országos Üvegfestészeti Műhelyt (VI. ker., Csángó u. 22. – később Lehel u. 14.). Felhagyott a festészettel, és azontúl elsősorban egyházi megrendelésre színes üvegablakok tervezésével és készítésével foglalkozott. Az Árkayné Sztehlo Lili tervei alapján Majoros Károllyal közösen kivitelezett Győr-gyárvárosi templom üvegfestményeit 1930-ban a IV. monzai művészeti kiállításon nagydíjjal tüntették ki.
A vállalkozásból idővel Majoros Károly kivált, őt festőbarátja, Stefán Henrik váltotta föl.
1935. augusztus 15-én feleségül vette Szabó Mária Margitot. 
A második világháborút követő években azon fáradozott, hogy szülővárosába telepíthesse üvegfestő műhelyét. 1951-ben bekövetkezett halála azonban meggátolta tervének megvalósítását.

## Kiállításai
- 1915-től kezdődően Budapest, Nemzeti Szalon – csoportos kiállítások
- 1920. Zágráb – Stefán Henrikkel közös kiállítás
- 1921. Pécs – a Pécsi Művészkör csoportos kiállítása
- 1924. Budapest, Nemzeti Szalon – csoportos kiállítás. (Közel 80 alkotását állítják ki.)
- 1930. Monza (Olaszország) IV. Művészeti kiállítás
- 1938. Budapest, Első magyar országos iparművészeti tárlat
- 1939. Budapest, Műterem – gyűjteményes kiállítás üvegfestményeiből
- 1939. Milánó, VII. Nemzetközi Iparművészeti Kiállítás
- 1945. Pécs, Baranya Megyei Múzeum – egyéni kiállítás
- 1947. Budapest, volt Ernst Múzeum – csoportos kiállítás
- 1947. Pécs, Baranya Megyei Múzeum, a Magyar Képzőművészek Szabad Szervezetének pécsi csoportja XXXI-ik csoportkiállítása
- 1951. Pécs, Janus Pannonius Múzeum – csoportos kiállítás
- 1952. Pécs, Janus Pannonius Múzeum – emlékkiállítás
- 1986. Kassel (Németország) Magyar avantgard a Weimari Köztársaságban – csoportos kiállítás
- 2010. Pécs, Janus Pannonius Múzeum, „A művészettől az életig”. Magyarok a Bauhausban – csoportos kiállítás

## Méltatása
Martyn Ferenc festőművész így írt róla: „Johan Hugót iskolái gondosan élőkészítették az életre, a művészi hivatásra, de a festő műve nem kezdődött korán; amikor ecsethez nyúlt, tudta pontosan, hogy mit akar, ura volt eszközeinek. Mi több, a festő csak néhány évig alkotott; a tulajdonképpen kicsiny oeuvre-t erősen szerkesztő akarat jellemez, összefoglaló rajz, lelkes, olykor tüzes színezés kísér. Ebben az értelemben fogant képei a Cezánne-ból induló és a kubizmus hősi szakaszát maga mellett hagyó nyugodtabb időből származnak, melyeknek rendjét franciákra, Renoirra emlékeztető derű oldja meg, tesz vonzóvá. De Johan kiváló eredményei birtokában csaknem egészen fölhagyott a festéssel, hogy szerkesztő erőit, kolorista képességeit más formában, más eszközökkel a színes üvegablak világában vesse latba. Ez az elhatározás valószínűleg itáliai utazásai alatt keletkezett. Magát a mesterséget Németországban tanulta, hogy aztán később a chartres-i katedrális remek színes ablakain kapja a legfelsőbb iskolát.”

## Alkotásai
Ismertebb kiállított festményei:
A ház előtt a padon, Akt-kompozíció, Aranyhegyi kert, Aranyhegyi szőlő, Arno mentén, Brassó télen, Claire, Csendélet (több hasonló című), Csendélet korsóval, Édesanyám, Erdei idill, Férfi akt, Fiesole, Fiesole – San Franceso, Fiesole látképe, Firenze, Fiú portréja, Hat cserép, Havas házak, Hegyoldal, Huszár Alexandra arcképe, Kert, Kislány, Márika, Mediterrán táj, Narancsok, Olasz város, Olasz villa, Orgonavirágok, Otthon, Önarckép, Patakvölgy, Pécsi táj, Pécsi utca, Reggeli hangulat, Régi olasz villa, Siena, Szajna-parton, Szénhordó asszonyok, Szerpentines domboldal, Szicília, Szőlőház, Táj házakkal, Találkozás, Taormina, Velence, Vörös ház Firenzében
Festett üvegablakok:
- 1927. Kaposvár, Jézus Szíve plébániatemplom
- 1929. Győr, Gyárvárosi plébániatemplom (Majoros Károllyal közösen, Árkayné Sztehlo Lili tervei alapján)
- 1930. Lillafüredi Palotaszálló hallja (Majoros Károllyal közösen, Helbing Ferenc tervei alapján)
- 1930. Lillafüredi Palotaszálló, Mátyás étterem (Majoros Károllyal közösen, Helbing Ferenc tervei alapján)
- 1930. Szeged, Magyarok Nagyasszonya székesegyház (Fogadalmi templom)
- 1930 k. Nagykáta, Szent György-templom (Stefán Henrikkel közösen, Nagy Sándor tervei alapján)
- 1933. Jászszentandrás, Szent Kereszt felmagasztalása templom (Stefán Henrikkel és Czumpf Imrével közösen)
- 1933. Pilisvörösvár, Nagyboldogasszony plébániatemplom szentélye
- 1935. Pécs, Köztemető, Szent Mihály templom (Stefán Henrikkel közösen)
- 1938 k. Pécs, Szent Mór kollégium kápolnája (Stefán Henrik tervei alapján. 1977-ben áthelyezték a Bártfa utcai Szent István templom ablakaiba.)
- 1940. Galyatetői római katolikus templom (Németh Ferenccel közösen, Árkayné Sztehlo Lili tervei alapján)
- 1940. Mohács, Csatatéri emléktemplom (Árkayné Sztehlo Lili tervei alapján)
- 1941. Budapest, Albertfalva, Szent Mihály plébániatemplom (Palka Józseffel közösen, Ungváry Sándor tervei alapján)
- 1942. Budapest, Városmajor, Jézus Szíve plébániatemplom (Árkayné Sztehlo Lili tervei alapján)
- 1943. Tiszaújfalu, zárdatemplom (Berki Irma tervei alapján)
- 1943. Pécs, Belvárosi templom (Árkayné Sztehlo Lili tervei alapján)
- 1944. Pécs, Sopianae söröző